# Stanisław Kokesz
Stanisław Kokesz (ur. 1 sierpnia 1927 w Łucku, zm. 16 czerwca 2015 w Salt Lake City) – polski reżyser i scenarzysta filmów dokumentalnych oraz fabularnych, publicysta.

## Życiorys
W 1953 ukończył studia na Wydziale Reżyserii Filmowej i Telewizyjnej Państwowej Wyższej Szkoły Filmowej w Łodzi. W latach 1956–1981 zrealizował - głównie jako reżyser i scenarzysta - ponad 55 filmów dokumentalnych dla Wytwórni Filmów Oświatowych w Łodzi oraz Wytwórni Filmów Dokumentalnych w Warszawie.

Zajmował się również reżyserią teatralną (w 1967 roku w Teatrze Nowym w Łodzi wyreżyserował spektakl Sonata Belzebuba, czyli prawdziwe zdarzenia w Mordowarze Stanisława Ignacego Witkiewicza) oraz przekładami (przetłumaczył sztukę Zemsta sieroty Henriego Rousseau). Próbował swoich sił jako literat: był autorem książki Nie tylko Chaplin (1957) oraz słuchowiska radiowego Maleńki realizm.
W 1981 wyjechał do Stanów Zjednoczonych, gdzie był felietonistą polskich gazet wydawanych w Londynie i Nowym Jorku.

### Nagrody
- Mrówcze szlaki (1956) 
  - Dyplom Honorowy na Kongresie Międzynarodowego Stowarzyszenia Filmu Naukowego w Amsterdamie (1957)
  - Dyplom Honorowy na Międzynarodowym Festiwalu Filmowym w Edynburgu (1957)
- Podwójne życie ważki (1958)
  - "Złoty Dukat" na VII Międzynarodowym Festiwalu Filmów Dokumentalnych i Oświatowych w Mannheim (1958)
  - I nagroda w kategorii filmów oświatowych na konkursie w Cork (1958)
- Nartniki (1958)
  - Dyplom Honorowy na Międzynarodowym Kongresie Filmu Naukowego w Oxfordzie (1959)
- Meduza (1959)
  - Dyplom Honorowy na Międzynarodowych Spotkaniach Młodzieży w Cannes (1961)
- Tandem (1965)
  - wyróżnienie na Festiwalu Filmów i Programów Telewizyjnych w Montreux
- Tandem-duet (1967)
  - wyróżnienie na Międzynarodowym Konkursie Telewizyjnych Programów Rozrywkowych w Montreux (1967)
- Na trakcie obok Skawy (1967)
  - Nagroda Specjalna na Konkursie Filmów Turystycznych w Warszawie (1968)
  - Wyróżnienie Muzeum Świętokrzyskiego na VII Muzealnym Przeglądzie Filmów w Kielcach (1974)

## Filmografia (filmy fabularne)
- Filmy krótkometrażowe:
  - Gubernator (1965) - reżyseria, scenariusz
  - Tandem (1966) - reżyseria
  - Kulig - (1968) - reżyseria
  - Fernando i humaniści (1973) - reżyseria, scenariusz
  - Mój smog (1976) - obsada aktorska
  - Odcinek XIII (1978) - obsada aktorska
- Filmy pełnometrażowe:
  - Kolorowe pończochy (1960) - II reżyser
  - Przeciwko bogom (1961) - II reżyser
  - Jadą goście jadą... (1962) - obsada aktorska (reżyser nowej wersji "Krzyżaków")
  - Przystań (1970) - scenariusz
  - Południk zero (1970) - II reżyser